# O Livro de Urântia
O Livro de Urântia (no original: The Urantia Book) Foi publicado pela primeira vez em 1955, o livro descreve como propósito o de expandir a consciência cósmica e melhorar a percepção espiritual das pessoas em nosso planeta nos apresentando a origem, a evolução e o destino da humanidade. O Livro foi escrito originalmente em Inglês e traduzido recentemente para outros idiomas, entre eles o Português.
O Livro de Urântia contém 196 documentos, distribuídos em quatro partes totalizando 2.097 páginas, cada qual discorrendo sobre um tema onde também aprendemos que Urântia é o nome cósmico dado ao nosso planeta pelos Seres celestiais.  
Lemos no "Livro de Urântia" que os Reveladores celestiais vieram à Terra em missão e com propósitos específicos. Havia um plano ordenado para que cada Filho em auto-outorga executasse seu programa de elevação da vida evolutiva e transmitisse novas verdades espirituais.
Acredita-se que havia um plano-mestre para o Livro de Urântia, dirigiam o conteúdo, a qualidade, a publicação e a proteção da Quinta Revelação de Época e suas características eram específicas. O plano determinava o estabelecimento e as funções da Fundação Urântia e da Fraternidade Urântia. A mais alta autoridade planetária aprovou a constituição da Fraternidade Urântia. O relacionamento entre a Fundação e a Fraternidade foi determinado. É neste aspecto que acredito não terem sido seguidas as diretrizes do plano, daí surgindo os problemas subsequentes que perturbaram tanto a Fundação quanto a Fraternidade.
O plano foi transmitido pelos Reveladores aos Comissários de Contato, que o compartilharam com os grupos conhecidos como os Setenta e o Fórum. Os comissários tinham liberdade para compartilhar elementos do plano com pessoas chegadas subsequentemente e dotadas de potencial de liderança. As mensagens originais, que descreviam o plano, não foram publicadas como parte da Revelação e foram eventualmente destruídas. Os ex-membros do Fórum que se tornaram líderes da Fraternidade e conselheiros da Fundação levaram consigo o conhecimento de como a Revelação deveria progredir. Entretanto, devido ao cisma recente, ocorreu uma descontinuidade na transmissão dessa informação.
O plano jamais foi apresentado como uma lista detalhada de pontos a observar e a evitar. Se existe discernimento, as facetas do plano surgem, como ocorreu junto a cada membro do Fórum e líder da Fraternidade. Assim como foi verdade em revelações anteriores, no domínio do planejamento revelatório, a rima é essencial.
Desenvolvimento dos Documentos de Urântia
Os Reveladores começaram a planejar o conteúdo dos Documentos de Urântia na Idade Média. O propósito da Revelação era preparar o planeta para a próxima ordem de filiação divina. Ela foi incentivada e aprovada pelo próprio Michael, como "a Palavra feita Livro". Embora não seja parte de uma missão de auto-outorga ou de emergência, o Livro de Urântia é um empreendimento corretivo e elevador; um grupo de seres celestiais residentes e visitantes foi convocado para essa tarefa de serviço revelatório. Os seres celestiais atuaram como diretores invisíveis, nos bastidores dos Comissários de Contato, os confiáveis receptores humanos que possibilitaram completar-se o projeto.
O primeiro documento de Urântia foi lido para o Fórum em 18 de janeiro de 1925. Ele continha respostas de ABC, o Ser Intermediário, a 181 perguntas escritas sobre a Deidade e o Cosmo. Essas perguntas haviam sido compiladas dentre centenas de perguntas solicitadas pelos reveladores ao Fórum em dezembro de 1924. As perguntas foram classificadas e as duplicatas eliminadas, sendo então apresentadas à Comissão Reveladora. Mais perguntas e documentos se seguiram. Ao todo 57 documentos compunham a primeira série e consistiam em pelo menos 1700 páginas datilografadas. Essa fase se prolongou até 1929 (vide notas 1.1 & 4.1).
Os primeiros 57 documentos foram depois ampliados com a apresentação de mais perguntas pelo Fórum. "As primeiras três partes foram completadas e certificadas para nós em 1934 AD. Os documentos sobre Jesus não nos foram entregues até 1935" (1.1). Esta segunda série, mais os documentos sobre Jesus, totalizaram cerca de 4500 páginas datilografadas (4.1). "O fórum foi então convidado a rever os 196 documentos e apresentar perguntas sobre o esclarecimento de conceitos e a remoção de ambigüidades". "Durante esse período, muito pouca informação nova foi oferecida. Somente correções menores foram feitas nos documentos. Algum material foi acrescentado, algum removido, mas houve pouca revisão ou ampliação do texto." (1.1).
Os documentos originais foram recebidos em inglês, manuscritos pela personalidade de contato não-identificada (1.2 & 2.1). Os documentos manuscritos nunca foram vistos pelo Fórum (4.2). Cada um deles foi datilografado em máquina Underwood; os documentos foram datilografados pelo menos três vezes (3.1).
A Personalidade de Contato
Sobre o indivíduo: "Sua vida era exemplar e inspiradora, caso contrário não teria sido escolhido para tarefa tão importante pela Comissão Reveladora" (3.2). "Nós fomos advertidos a evitar discutir a identidade da Personalidade de Contato e, depois da publicação do Livro, a não fazer qualquer declaração, em qualquer momento, sobre se o "indivíduo" estava vivo ou morto" (1,1). "O indivíduo humano era necessário para qualquer comunicação escrita e para os Documentos de Urântia" (1.2).
Atuação dos Comissários de Contato
As pessoas incumbidas da responsabilidade de coletar as perguntas e de comparar o texto datilografado com o manuscrito original vieram a ser conhecidas como "Comissários de Contato". Somente esses Comissários de Contato assistiam às reuniões de "contato" e recebiam comunicações por intermédio da personalidade de contato (1.1).
"Os Comissários eram os guardiões do Manuscrito de Urântia, guardando a cópia em carbono dos textos transcritos em um cofre à prova de fogo. Eles também foram investidos com a responsabilidade de supervisionar todos os detalhes referentes à publicação do Livro, assegurar os direitos autorais, etc". "Os documentos foram publicados exatamente como os recebemos. Os Comissários de Contato não tinham autoridade editorial. Nosso trabalho se limitava à ortografia, pontuação e maiúsculas (1.1).
"Durante esses anos iniciais os Comissários de Contato receberam muitas comunicações e instruções por escrito..." "Entre 1939 e 1955, oito comunicações escritas foram feitas aos Setenta pelo Serafim de Progresso ligado ao Governo Supra-Humano Planetário de Urântia" (1.1). A última comunicação escrita foi lida para o Fórum em 1952 (vide abaixo) (8.1). Quase todas essas mensagens continham uma nota de rodapé na última página, instruindo: "para ser destruída pelo fogo antes da edição dos Documentos de Urântia". Era desejo de nossos amigos invisíveis evitar o aparecimento de "Apócrifos de Urântia" depois da publicação do Livro de Urântia (1.1). O Dr. Sadler e Christy foram autorizados a conservar várias das comunicações depois da publicação, mas ela foi instada a destruí-las antes de sua morte (3.1). Em 1982, na fase final de sua doença, Christy supervisionou sua destruição por dois associados de confiança (9.1).
A presença da personalidade de contato não era necessária para contatos verbais entre a Comissão Reveladora ou seus sucessores, a Comissão de Seres Intermediários, e os Comissários de Contato. Os contatos verbais, que tinham começado vinte anos antes dos documentos aparecerem, continuaram até o início dos anos 80 (1.2 & 1.3 & 3.1). "Os Seres Intermediários eram muito reais para nós - conversávamos freqüentemente com eles durante nossos vários contatos. Entendíamos perfeitamente que os Seres Intermediários Secundários supervisionavam os contatos" (1.1). Quando lhe perguntaram por que certas palavras exclusivas do Livro de Urantia eram pronunciadas de certa maneira, o Dr. Sadler respondeu que "nós ouvimos algumas delas pronunciadas". Os contatos verbais não foram restabelecidos desde a morte do último Comissário de Contato (9.1 & 9.2).
A Demora na Publicação do Livro de Urântia
Caso a II Guerra Mundial não tivesse começado, o Livro poderia ter sido publicado em 1940 ou 1941. Entendia-se que quando a guerra terminasse seria concedida a permissão para publicar o Livro de Urântia (4.2). A guerra mal havia terminado em 1945, quando uma nova ameaça surgiu, adiando o sonho de paz mundial e regeneração espiritual. Em janeiro de 1946 os Melquisedeques declararam guerra ao comunismo. Eles viam o comunismo como uma das "maiores ameaças à religião de Jesus e à liberdade do homem", em dois mil anos. "Os defensores seráficos do passado (Anjos das Igrejas) e do futuro (Anjos do Progresso) receberam ordens para abandonar suas perspectivas tradicionais e juntarem-se ombro a ombro em defesa do presente". Os Melquisedeques prometeram: "Os ensinamentos do Mestre em Urmia prevalecerão em algum momento. A irmandade dos homens começará algum dia. Mesmo se necessária uma década ou um século, nós prevaleceremos contra as forças do retrocesso e da escravidão". Eles expressaram a esperança de que poderiam prevenir uma guerra global. Mas acima de tudo desejamos incentivar um despertar espiritual de seus companheiros mortais" (10.2). O curso do comunismo era observado enquanto os Melquisedeques trabalhavam nos bastidores. Finalmente, em vez de adiar-se até a queda daquele sistema ateu e opressivo, a autorização foi concedida em agosto de 1952, para a publicação dos Documentos em 1955.
Atribuição de Responsabilidades
As seguintes instruções foram lidas para o Fórum em novembro de 1951. Elas estavam dirigidas "aos Comissários de Contato (os guardiões da revelação de Urântia), de parte do regente pessoal do Príncipe Planetário em exercício de Urântia:
"Desejo informá-los a respeito de certas decisões e determinações formuladas pelo governo planetário, referentes aos assuntos do Livro de Urântia e da subseqüente Fraternidade Urântia. No dia de hoje estou convocando um conclave planetário supremo, para registrar minha criação da Suprema Corte de Urântia. Mantive recentemente uma reunião com todas as pessoas e grupos afetos à revelação de Urântia. Como resultado dessa conferência tomei certas decisões e estou proclamando as seguintes diretivas:
1. Por quinhentos anos, a partir de 11 de fevereiro de 1935, a coordenação geral e a direção do Livro de Urântia estarão a cargo dos Serafins de Progresso;
2. A gestão imediata da Revelação de Urântia - de década a década - (pelo menos pelos próximos cem anos) estará confiada aos Serafins das Igrejas. Instruí esse grupo a criar uma comissão especial para levar adiante o trabalho;
3. Os aspectos humanos do Livro de Urântia estarão nas mãos dos Conselheiros da Fundação Urântia, sujeitos à supervisão e poder de veto da Comissão Reveladora dos Seres Intermediários Unidos de Urântia;
4. Por enquanto a mediação entre a supervisão geral e supra-humana dessa Comissão e a atuação diretamente humana dos Conselheiros da Fundação Urântia estarão a cargo da Comissão dos Seres Intermediários, sucessores da original Comissão Reveladora de Urântia. Esta Comissão continuará a operar como consultora, tanto para os Supervisores Seráficos quanto para os Conselheiros da Fundação Urântia, porém seus poderes de veto se estenderão apenas às decisões e atos dos Conselheiros humanos;
5. Na falta de intervenção pelos Seres Intermediários depois de 11 de fevereiro de 1954, os Conselheiros da Fundação Urântia procederão de acordo com o seu próprio entendimento (10.4).

"A presente comunicação representa minhas diretivas, até esta data, a respeito de seu Fórum, dos Setenta, do Livro de Urântia, da Fundação Urântia e da proposta Fraternidade Urântia:"
1. Seu Fórum continuará sob a supervisão da Comissão de Contato, conforme estabelecido em 24 de junho de 1933.
2. A Fraterninade Urântia. O plano de organização (constituição), conforme existente nesta data, fica por este instrumento provisoriamente aprovado para a inauguração da Fraternidade. O plano já contém provisões sobre sua emenda subseqüente.
3. O início da Fraternidade. O lançamento da Fraternidade será deixado a critério dos Conselheiros da Fundação Urântia. Eles agirão pessoalmente - extra-oficialmente - e não serão feitos registros de tal ação nos assuntos da Fundação Urântia. Eles assumirão total e completa responsabilidade pela organização e inauguração da Fraternidade Urântia.
4. O Livro de Urântia. Por mandato da Suprema Corte de Urântia... a guarda completa do Livro de Urântia foi colocada em minhas mãos. Proclamo agora as seguintes diretivas:
  1. Eu, e somente eu, decidirei sobre o tempo de publicação do Livro de Urântia;
  2. Se eu não der outras instruções até 1º de janeiro de 1955 ou antes, os Conselheiros da Fundação Urântia deverão levar adiante os planos de publicação de acordo com seu próprio entendimento;
  3. Estou de acordo com seu plano de publicar o índice do Livro de Urântia em volume à parte.
5. Os Setenta. Este é um projeto que terminará com o lançamento da Fraternidade. Continuarei a presente supervisão. Se por qualquer motivo tal supervisão deva ser interrompida, ordeno aos Conselheiros da Fundação Urântia, agindo extra-oficialmente, a indicar um novo líder que atuará a partir da inauguração da Fraternidade Urântia.

"Eu compartilho suas aspirações, concorro com os seus desejos, ministro às suas limitações e de todo coração abençôo os seus empreendimentos" (10.5).
A Cronologia do Livro de Urântia
Em abril de 1955 William S. Sadler Jr. preparou um texto, "A Cronologia do Livro de Urântia", "para os arquivos do Comitê Executivo", inspirado em "certos comentários e conselhos sábios". Sabia-se que esses "sábios dizeres" eram comunicações originais dirigidas aos comissários de contato. Tínhamos ouvido sua leitura em 1951, em sua forma original. Bill havia adaptado a linguagem para consumo "público" e também leu esse documento para o Fórum:
"Vemos o Livro de Urântia como um aspecto da evolução progressiva da sociedade humana. Ele não se assemelha aos episódios espetaculares de uma revolução de época, embora possa aparentemente estar sintonizado para aparecer no início de uma tal revolução na sociedade humana. O Livro pertence à era imediatamente seguinte à conclusão da presente luta ideológica. Então chegará o dia em que os homens estarão desejosos de procurar a verdade e a retidão. Quando tiver passado o caos da presente confusão, será mais fácil formular o cosmo de uma nova e melhorada era de relacionamentos humanos. E é para essa melhor ordem de acontecimentos na Terra que o Livro foi proporcionado.
"Mas a publicação do Livro não foi adiada para aquela (possivelmente) algo remota data. A publicação atual do Livro foi proporcionada para que ele esteja disponível para o treinamento de líderes e professores. Sua presença é também necessária para atrair a atenção de pessoas de meios que possam ser assim levadas a oferecer os recursos necessários à tradução para outros idiomas. Vocês que dedicam suas vidas ao serviço do Livro e da Fraternidade mal podem imaginar a importância de suas ações. Vocês sem dúvida vivem e morrem sem compreender plenamente que estão participando do nascimento de uma nova era da religião neste mundo.
"O futuro não está aberto à sua compreensão mortal, mas vocês farão bem se estudarem diligentemente a ordem, o plano e os métodos de progresso, conforme interpretados na vida terrestre de Micael, quando a Palavra se fez carne. Vocês estão sendo atores de um episódio subseqüente, quando a Palavra se faz Livro. Grande é a diferença entre essas dispensações da religião, porém muitas são as lições que podem ser aprendidas com o estudo da era anterior.
"Vocês podem novamente estudar os tempos de Jesus na Terra. Devem cuidadosamente tomar nota de como o reino dos Céus foi inaugurado no mundo. Teria ele evoluído lentamente e se desdobrado naturalmente? Ou veio como uma súbita demonstração de força e com espetacular exibição de poder? Foi evolucionário ou revolucionário?
"Vocês devem aprender a controlar suas almas com paciência. Estão associados a uma revelação da verdade que é parte da evolução natural da religião neste mundo. Um crescimento excessivamente rápido seria suicida. O Livro está sendo dado àqueles que estão prontos para ele, muito antes do dia de sua missão mundial. Milhares de grupos de estudo devem ser criados e o Livro deve ser traduzidos para muitas línguas. Dessa forma o Livro estará disponível quando a batalha pela liberdade do homem estiver finalmente ganha e o mundo for um lugar seguro para a religião de Jesus e a liberdade da humanidade" (10.5).
As Placas do Livro de Urântia
"Antes de sua morte em agosto de 1939, a Dra. Lena Kellog Sadler havia angariado cerca de vinte mil dólares para o fundo de publicação e essa importância foi utilizada para tipografar e preparar as placas para a impressão do Livro".
"Foram essas placas do Livro de Urântia que constituíram a base para a formação da Fundação Urântia. Essa Fundação, estabelecida sob as leis de Illinois, completou-se em 11 de janeiro de 1950. A primeira Junta de Conselheiros foi: William M. Bales, Presidente, William S. Sadler, Jr, Vice-Presidente, Emma L. Christensen, Secretária, Wilfred C. Kellog, Tesoureiro, e Edith Cook, Secretária-Assistente".
"Soube-se que um dos membros ricos do fórum desejava oferecer cinqüenta mil dólares para a publicação do Livro. Esta oferta foi rejeitada, segundo as instruções recebidas, porque seria preferível dar a todas as partes envolvidas uma oportunidade de contribuir para o fundo de publicação".
"Nesse termos foi feita uma campanha para angariar os US$ 50,000.00 destinados a cobrir as despesas de impressão de dez mil exemplares. A resposta foi imediata. A quantia angariada foi superior a quarenta e nove mil dólares" (1.1).
As placas originais foram destruídas em 1971, entre a segunda e a terceira impressões do Livro de Urântia. A nova tecnologia de impressão em off-set havia tornado obsoletas as velhas placas em linotipo (9.5).
A Publicação do Livro de Urântia pela Fundação Urântia
Ao ser admitida no Fórum, em janeiro de 1939, Marian Rowley se lembra de ter lido os Documentos em sua forma datilografada. Depois que o Livro foi tipografado - em algum momento da Segunda Guerra Mundial -, uma funcionária da Donnely Printing Company, Mary Penn, lia as provas dos Documentos e, quando tinha dúvidas a respeito de certos itens, vinha à sede em 533 Diversey para consulta aos Comissários de Contato (5.1). A coleção final de provas lidas pelo Fórum no final dos anos '40 e início dos anos '50 apresentava o carimbo "provas lidas por Oppy" (7.0).
Quando a Fundação Urântia publicou o Livro em 12 de outubro de 1955, não o apresentou como livre de erros. Os múltiplos processos de transcrição dos manuscritos para páginas datilografadas; a cópia dessas páginas por duas a cinco vezes à máquina; e dos textos datilografados para tipografados, ofereciam oportunidades para a entrada de erros nos documentos, que escaparam mesmo a duas revisões (3.1). No dia da publicação, Christy e Marian já haviam colecionado uma lista de erros percebidos por membros do Fórum dotados de visão especialmente aguçada (8.1). Os Seres Intermediários não indicavam a localização de erros, apenas davam a informação de que havia erros no texto publicado (3.1).
Nos anos seguintes à publicação, os erros trazidos à atenção de Christy ou Marion eram bem-vindos. A Fundação desejava que o Livro ficasse perfeito. Christy, entretanto, era categórica - nenhuma alteração poderia ser feita arbitrariamente. Entre 1955 e 1982 as correções e modificações propostas eram submetidas por um ou dois dos Comissários de Contato aos Reveladores, para autorização (3.1).
Os Conselheiros da Fundação Urântia não participaram do processo de correção do texto do Livro de Urântia. Seu trabalho era publicar o Livro com quaisquer modificações recentemente autorizadas pelos Seres Intermediários. Eles deviam manter o texto inviolável, apoiando-o com direitos autorais (9.1). A Fundação deveria esclarecer aos leitores que as correções feitas depois de 1982 foram aparentemente feitas sem a autorização dos Seres Intermediários (8..2). Pois é sabido que, ao publicar sua última edição, a Fundação está eliminando as modificações introduzidas depois de 1982 (9.3).
Um Livro de Urântia "Limpo"
Os reveladores se preocupavam em evitar que o Livro se tornasse um meio para o engrandecimento pessoal dos humanos a ele associados. A principal razão para não revelar a identidade da "Personalidade de Contato" é que os Reveladores Celestes não desejam que qualquer ser humano - qualquer nome humano - seja em qualquer momento associado com o Livro de Urântia. Eles desejam que essa revelação se sustente por suas próprias declarações e ensinamentos. Estão determinados a conseguir que as futuras gerações tenham o Livro completamente livre de quaisquer ligações mortais, não desejam um São Pedro, São Paulo, Lutero, Calvino ou Wesley. O Livro nem mesmo contém a marca do editor que o trouxe à existência" (1.1). Eles não desejavam que qualquer pessoa obtivesse renome ou dinheiro para si com o Livro de Urântia (2.2).
Os Reveladores tinham opiniões definidas a respeito de qualquer coisa que pudesse presumir explicar ou por outro lado obscurecer o Livro. Enquanto o Livro estava sendo preparado para sua publicação inicial, um dos comissários de contato propôs à Comissão Reveladora escrever uma introdução para preparar o caminho para o Livro. Eles rejeitaram essa oferta, comentando: "como poderia uma vela iluminar o caminho de um poderoso feixe de luz?" O comissário mais tarde afirmou: "assim sendo, não escrevi meu livro" (1.3).
Eles tinham ideias firmes sobre a forma que os documentos deveriam ter. Em janeiro de 1954 Bill Sadler redigiu uma versão simplificada do prólogo e dos primeiros cinco documentos, que ele intitulou: "A Versão dos Gêmeos Alfeu para os Documentos de Urântia". Ele leu cada capítulo em sucessivos domingos para a aprovação e encorajamento pelo Fórum. Na semana seguinte anunciou que não podia continuar seu projeto. Os Seres Intermediários o haviam censurado, dizendo-lhe para desistir. Eles não desejavam que uma versão simplificada da revelação competisse com a versão original (2.2, 5.1 & 8.1). "Bill jamais desejou que seus Apêndices fossem publicados; eles eram apenas exercícios mentais seus" (3.1).
Após a publicação, quando foram apresentadas ideias para mapas, gráficos, auxílios de estudo, brochuras, trabalhos artísticos ou material interpretativo, a resposta padronizada era que os Seres Intermediários não desejavam nada ligado ao Livro, ou com ele associado, que desvalorizasse a revelação. "Eles tinham sido categóricos no sentido de que não houvesse qualquer adendo" (3.1, 1.3 & 8.1). Somente material da mais alta qualidade poderia ser considerado pelos conselheiros e então, se aprovado, publicado separadamente.
Protegendo o Nome "Urântia"
Uma mensagem bem conhecida é o conselho sobre a proteção do nome "Urântia":
"Vocês não fizeram o suficiente para salvaguardar seu nome (o nome "Urântia"). Façam-no com segurança para uma geração, de modo a evitar o esvaziamento do nome "Urântia".
"Numa empresa de direito comum vocês asseguram o nome. Também o fazem para uma corporação. Uma corporação tem um "status" legal. Vocês também o fazem em relação aos direitos autorais. Vocês devem cuidadosamente registrá-lo na agência governamental que indiquei, a qual controla as relações comerciais. Obtenham a marca registrada e assim estarão protegido pelo direito comum em relação a uma associação voluntária como a que planejam, da Fraternidade Urântia. De todas essas maneiras devem vocês salvaguardar o nome. ESTA É UMA DE SUAS TAREFAS MAIS IMPORTANTES.
"Dentro de 50, 75 ou 100 anos o nome estará francamente seguro. Vocês o salvaguardam por uma geração e ele então se cuidará por si mesmo (eles se referem ao nome "Urântia") (10.1).
"Deverá haver uma Fraternidade Urântia. Grupos de estudo poderão chamar-se "grupos de estudo do Livro de Urântia" (10.6 & 3.3). "Outros grupos religiosos aflorarão dos ensinamentos de Urântia. O Livro de Urântia, a Fraternidade Urântia, a Fundação Urântia e as Sociedades Urântia serão os detentores exclusivos do nome "Urântia", mas eles não poderão declarar-se os detentores exclusivos da verdade" (10.7 & 3.3).
A Fraternidade Urântia
"Era inevitável que algum tipo de irmandade surgisse dos ensinamentos do Livro de Urântia.Todas as pessoas interessadas podiam ver que os ensinamentos de Urântia se opunham ao sectarismo dos fiéis cristãos. Estava claro, contudo, que não era propósito da Revelação de Urântia começar uma nova igreja" (1.1).
"Era responsabilidade dos conselheiros planejar a Fraternidade (3.3). Essa organização receberia a tarefa de disseminar o Livro de Urântia e seus ensinamentos. Embora não devesse tornar-se uma igreja, necessitaria de alguma organização eficiente. Em consulta com autoridades externas sobre organizações, adotou-se para a Fraternidade uma estrutura similar à da Igreja Presbiteriana (2.2).
"Os Artigos para a Constituição da Fraternidade Urântia foram lidos para os Setenta em novembro de 1950. O esquema organizacional foi apresentado aos Setenta um mês depois. O Preâmbulo para a Constituição da Fraternidade e outras disposições da Constituição foram lidos para os Setenta em dezembro de 1951 (4.1). Deve-se lembrar que esse "plano de organização" foi "provisoriamente aprovado (em agosto de 1952) para a inauguração da Fraternidade" pelo recentemente instalado Príncipe Planetário (10.5).
"No domingo, 2 de janeiro de 1955, às 12:00 horas, houve uma reunião de 36 membros no salão do Fórum, com o propósito de organizar a Fraternidade Urântia. O Dr. Sadler inicialmente leu uma comunicação sobre quais deveriam ser os procedimentos, em seguida Bill Hales presidiu e chamou à frente cada um dos 36 presentes, para assinarem a constituição. (Depois das eleições) a reunião foi encerrada com um Pai Nosso e considerada concluída. Creiam-me, foi algo emocionante! Todos estávamos profundamente impressionados - alguns choravam e eu tremia. Tínhamos esperando tanto tempo, e isso às vezes nos tinha parecido quase impossível" (5.2).
Em 7 de março de 1955 William S. Sadler Jr distribuiu um memorandum dirigido ao Comitê Executivo da Fraternidade Urântia, com cópias colocadas junto ao livro de notas de cada secretário do comitê. Uma vez mais, o papel havia sido adaptado de comunicações escritas e foi lido para o Fórum. Portava o título "Alguns Problemas para uma Nova Organização Religiosa" e começava nestes termos:
"Parece muito apropriado trazer à atenção do Comitê Executivo certos comentários e conselhos sábios, coletados durante algum tempo, sobre os futuros problemas da Fraternidade Urântia e de suas sociedades constituintes (2.2).
"É certo que vocês provavelmente sabem que o melhor governo do mundo é aquele que menos governa, e que o propósito último do governo é superar a governança, e que o governo que evita a maior parte do governar é melhor porque deixa o indivíduo livre, permite-lhe suas liberdades e direitos inalienáveis - mas evita que grupos predatórios interfiram com tais liberdades. Quando as pessoas são movidas por propósitos espirituais, elas não mais precisam de um governo, como ocorre em Havona. "A melhor organização é aquela organizada de forma a evitar qualquer outra organização".
"Quando alguém se aproximar de vocês a propósito do Livro de Urântia e da Fraternidade Urântia e lhes disser que, já que os Ajustadores do Pensamento estão aqui e habitam a todos, e que o Espírito da Verdade foi derramado sobre toda a carne, é desnecessário ter uma organização, bastando confiar em Deus, etc., não discutam com ele. Ele está certo... Se empreendermos este trabalho sem uma organização teremos, apenas no mundo de fala inglesa, o surgimento de cinqüenta outras organizações, todas reclamando o direito de usar o nome Urântia; cada uma proclamando ser a única verdadeira e original "Fraternidade Urântia". Seria a mais triste coisa no mundo, desde os dias iniciais da Cristandade. Desde o evangelho de Jesus, nunca apareceu na terra um núcleo tão dinâmico sobre o qual pudessem ser erigidas tantas organizações e que atraísse tantos homens com motivações diversas - bons, maus e indiferentes.
"Devemos criar uma organização cujo maior propósito seja evitar outras organizações, e portanto a mais adequada. Criar uma organização que organizará o mínimo e portanto evitará todas outras organizações, com sua tirania e inconveniência e suas influências antagonizantes... Temos uma organização... (ela é organizada) para permitir tanta liberdade quanto possível. Quando chegar o momento em que acharmos que ela pode ser melhorada, já teremos a experiência necessária para fazê-lo.
"Devemos engendrar uma organização que dará a todos o direito à sua própria crença e interpretação, mas uma organização que previna confusão, antagonismo e desgraça. Devemos ter uma organização que controle a minoria agressiva que poderia buscar a desgraça do próprio objetivo para o qual o Livro foi dado ao mundo. Se não tivermos uma organização para salvaguardar o nome, então aparecerá uma organização para apoderar-se dele...
"Alguns idealistas se juntarão a nós, mas depois seguirão seu próprio caminho, como Abner. Eles farão um bom trabalho e nos despediremos amavelmente deles, porque temos uma organização que evita restrições ou inibições a qualquer um.
"Poderíamos perguntar a um idealista se ele acha que o Livro de Urântia deve ser protegido por direitos autorais, ou simplesmente deixado aos cuidados do Espírito da Verdade. Os idealistas estão para uma organização como os cometas estão para o sistema solar. Eles são espetaculares, mas não merecem confiança. Não se pode planejar receber de um idealista uma quantia regular para uma organização social, embora às vezes ele possa até conseguir um milhão de dólares de repente.
"Em nosso trabalho deveremos lidar com muitas coisas que não são ideais. Quando este livro for publicado, se idealistas o controlarem, eles não terão uma organização e logo um bom número de pessoas egoístas começarão a tirar proveito dele. Lúcifer, Satanás e Caligástia eram idealistas no início. Mas eram algo mais. Eram egoístas. Combinem idealismo e egoísmo, e terão uma combinação fatal.
"Abner era um idealista, um homem maravilhoso ... Paulo era um homem de ideias. Ele tinha ideias e foi pena que elas não funcionassem em conjunto, pois teriam criado uma religião para o Oriente e uma melhor religião para o Ocidente. Se idealistas e homens de ideias pudessem trabalhar juntos, poupar-se-ia muito tempo e muitas vidas. Um deles recusou-se a ter uma organização; foi pouco prático. O outro (Paulo) construiu uma organização e sabia está-la construindo de maneira prática. Podemos amar Abner, mas devemos respeitar Paulo ... Vocês terão um bom número de pessoas se aproximando. Alguns homens de ideias, mas principalmente idealistas.
"Vocês devem cuidadosamente levar em conta a organização que Jesus criou antes de deixar o planeta. Era uma organização destinada a evitar a confusão, a ordenar a justiça, a salvaguardar as maiorias contra minorias. Ele não deixou a hierarquia eclesiástica que cresceu depois. Mas deixou uma simples organização social que podia seguir adiante e evitar a confusão...
"Não conseguir organizar provocaria, creio, o mais terrível fracasso para o Livro de Urântia. Permitiria o surgimento de todo tipo de grupos e organizações, que utilizariam o nome de Urântia para prostituir os ensinamentos do Livro de Urântia e ditar suas políticas.
"Debatemos e discutimos muitas coisas ao longo dos anos. Pensamos e descartamos muitas coisas há anos, mas depois admitimos novas pessoas que não sabem o que houve antes...
"Pensem por um momento no grande número de afrontosas e antagônicas organizações que existiriam se não controlássemos o nome de Urântia e não garantíssemos algum reconhecimento autorizado... Pensem no futuro: um milhão... de pessoas confusas e uma dezena de organizações diferentes desejando fazer alguma coisa por elas em torno do Livro de Urântia. Eles recebendo literatura de vários grupos diferentes, cada um deles proclamando ser o único verdadeiro... Isso ocorreria se não ocupássemos o campo com um grupo organizado.
"A melhor organização é a que coordena a maior parte enquanto organiza menos".
Uma vez mais, em 2 de maio de 1955, William Sadler Jr. preparou um memorandum para o Comitê Executivo, com material adaptado de "certos comentários e conselhos sábios". A primeira parte estava intitulada como "Testes Passados e Presentes". O memorandum foi igualmente lido para o Fórum:
"Se nosso primeiro teste foi suportar a demora, o segundo foi o da unidade. Estamos ainda submetidos a esse teste... Nossa missão particular é operar efetivamente através desse período de transição que está testemunhando a materialização do Livro e que conduzirá àqueles tempos futuros em que as atividades sociais dos fiéis de Urantia começarão a operar na organização mais formal da Fraternidade. Para fazê-lo efetivamente deveremos enfrentar o teste de fé e confiança. Devemos evitar a suspeita, como se fosse um veneno espiritual mortífero. Devemos adotar a prática de cortar a suspeita no nascedouro. Devemos assegurar-nos de evitar todos os curtos-circuitos de dúvida e suspeita. Dessa maneira poderemos manter intacta a influência de nosso grupo".
A segunda parte estava intitulada "Nosso Batismo de Alegrias e Tristezas". Foi igualmente lida para o Fórum em maio de 1955:
"Fomos chamados a fazer um grande trabalho e é nosso o transcendente privilégio de apresentar os Documentos aos povos de nosso tumultuado mundo.
"Cientistas sisudos nos ridicularizarão e alguns poderão mesmo acusar-nos de conspiração e fraude. Religiosos bem-intencionados nos condenarão como inimigos da religião cristã e nos acusarão de difamar o próprio Cristo. Milhares de almas espiritualmente famintas nos abençoarão pela mensagem do Livro, e milhares de outros nos condenarão por perturbarmos sua complacência teológica.
"Estamos nós preparados para o batismo de alegrias e tristezas que certamente se seguirão à distribuição inicial do Livro de Urântia?
"Muitos "ismos" estranhos e grupos exóticos procurarão ligar-se ao Livro de Urântia e à sua influência de longo alcance. Nossas experiências mais desafiadoras serão com tais grupos que proclamarão estridentemente a sua crença nos ensinamentos do Livro, e que persistentemente procurarão ligar-se ao movimento. Será necessária muita sabedoria para proteger a Fraternidade Urântia contra a influência distorsiva e desviante desses grupos multifacetados, assim como de indivíduos igualmente distorsivos e desviantes, alguns bem-intencionados, outros sinistros, que se esforçarão para tornar-se parte dos eleitos autênticos do movimento de Urântia.
"Podemos realmente prever muito pouco sobre a reação da presente geração aos ensinamentos do Livro de Urântia. Mas podemos reduzir grandemente a nossa perseguição e ridicularização com um exercício razoável de clarividência e sabedoria. Nossos problemas serão grandemente reduzidos se evitarmos qualquer discussão sobre a origem do Livro. Deveremos estar determinados a saber apenas uma coisa: a mensagem perene do Livro" (10.1.a).
A Confiança Extraordinária
"Durante o período inicial a ênfase foi colocada sobre o estudo sério dos Documentos. Em 1939 alguns de nós achamos que era chegado o tempo de formar uma classe para dedicar-se ao estudo mais sério e sistemático dos Documentos de Urântia. Esse projeto foi apresentado ao Fórum e quando se contaram os que desejavam integrar tal grupo, descobriu-se que apenas 70 pessoas desejavam ingressar nesse estudo. Assim foi que por diversos anos essa classe foi denominada de "Os Setenta". Dois ou três anos antes da formação dos Setenta, um grupo informal havia estado a reunir-se nas noites de quarta-feira.
"Os Setenta levaram adiante um sistemático estudo dos Documentos de Urântia de 5 de abril de 1939 até 1956. Foram os precursores da que viria a ser a "Escola da Fraternidade Urântia".
"Durante aqueles anos os Setenta matricularam 107 alunos. Os Setenta fizeram seu trabalho de estudo, redação de teses e prática de ensino por 17 anos (1.1).
Para a associação aos Setenta eram feitas exigências estritas. O candidato deveria ter lido todos os Documentos antes de ser aceito e a freqüência era controlada, sendo necessária uma boa justificativa para a ausência às aulas de quarta-feira à noite (1.2 & 4.2).
A seguinte comunicação foi lida para os Setenta e para o Fórum. Ela provinha do regente do Príncipe Planetário em exercício:
"Tenho grande interesse pessoal pelo seu grupo e profunda afeição por vocês como indivíduos. Cumprimento-os pela lealdade, mas estou algo surpreso pela sua relativa indiferença quanto à importância da missão que foi confiada às suas mãos. Seu grupo de Setenta pode parecer demonstrar mais interesse, porque vocês são selecionados e porque estão submetidos a certa disciplina. Mas a maioria de seu Fórum me choca pela sua falta de entusiasmo... Desejo adverti-los a estarem sempre alertas para a importância da extraordinária confiança colocada entre suas mãos" (10.4).
Fiquei surpresa ao ouvir esse "doloroso parágrafo", como o descreveu Bill Sadler. Eu considerava o Fórum como o mais dedicado grupo de seres humanos que já havia encontrado. Esta foi uma reveladora indicação sobre quanto era esperado dos detentores humanos da Revelação de Urântia (8.2).
Treinamento de Professores de Líderes
Assim como originalmente contemplada, a Escola da Fraternidade Urântia foi concebida como um programa de verão, tendo lugar em Pine Lodge, Beverly Shores, Indiana. O Dr. Sadler adquiriu a propriedade com a ideia de que os estudantes vivessem em cabanas da propriedade, enquanto se preparavam para sair pelo mundo como professores e líderes da nova Revelação. Eventualmente se percebeu que apenas professores ou aposentados podiam dedicar verões inteiros a tal programa. Era desejo dos organizadores recrutar o corpo de professores e líderes de um amplo espectro de fiéis (1.2).
"Dentre as atividades iniciais da Fraternidade estava a organização da Escola da Fraternidade, que começou sua primeira sessão em setembro de 1956... " "O plano de estudo estava concebido para cobrir uma educação-seminário de três anos. No momento (1966), somente trabalho de meio-expediente e proporcionado às noites de Quarta-feira..." "O número de alunos matriculados nos cursos tem sido em média de trinta. Um número equivalente de "ouvintes" assistem às aulas..." "O diploma concedido após três anos de estudo é o de "Professor Ordenado". Um curso mais rápido de estudos atribui a condição de "Líder Certificado" (1.1)."
O currículo era amplo: Doutrinas do Livro de Urântia; Ciência no Livro de Urântia, Estudos Tópicos, Vida e Ensinamentos de Jesus, Estudos Analíticos das Partes 1 e 2; História da Bíblia - Antigo e Novo Testamentos, Livros da Bíblia, Denominações, Seitas e Cultos; Filosofia Antiga e Moderna; Religiões Mundiais; Harmonia dos Evangelhos; Fraternidade Urântia - Organização e Constituição; Psicologia Educacional. Com o tempo, a Escola não mais tinha alunos da área de Chicago. A Primeira Sessão de Estudos de Verão se realizou em Chicago, em 1968. A Sessão de três dias atraiu estudantes de todos os Estados (12.0). As sessões de verão continuaram por mais alguns anos. Em 1975, durante reunião especial presenciada por cinqüenta líderes, logo antes da Primeira Conferência Geral em Evanston, o foco da "Escola Fraternidade" mudou de um conceito institucional para uma ideia mais difusa.
"Vemos a Escola Fraternidade Urântia como um termo genérico que designa atividades educacionais em qualquer lugar da Fraternidade Urântia. Vemos indivíduos, grupos de estudo e sociedades como os canais básicos para a atividade educacional. Assim como a Fraternidade Urântia não aspira tornar-se uma igreja institucional, a Fraternidade Urântia tampouco planeja tornar-se uma instituição educacional... O Comitê de Educação planeja pesquisar e definir padrões de excelência para professores e atividades educacionais, que auxiliarão os professores em sua auto-avaliação e crescimento, assim como fornecerão critérios para avaliar a efetividade educacional de grupos e instituições... De uma forma geral, não deveríamos envolver-nos com a luta pela mudança social, com o estabelecimento de centros de aprendizagem ou com a construção de uma instituição educacional estruturada" (6.0).
O programa de treinamento de professores perdeu prioridade depois de 1975. Os seminários e grupos de trabalho, a Escola de Boulder e a Escola de Los Angeles sobre Significados e Valores foram válidas realizações, embora não tanto quanto desejado pelos primeiros líderes ou, eu suspeito, pelos Reveladores.
A Fraternidade deve reativar-se como instituição educacional e incentivar o tipo de treinamento de professores e líderes que era desejado pelos Reveladores. Sociedades poderiam ser induzidas a patrocinar programas de treinamento educacional em suas áreas locais, se fossem desenvolvidos currículos adequados (8.2).
As Relações entre a Fraternidade e a Fundação
Não houve menção à Fundação Urântia na Constituição original da Fraternidade. Nem houve menção à Fraternidade Urântia na Declaração de Responsabilidade da Fundação. Certa vez perguntei a Christy por quê. Ela disse apenas que não deveria haver qualquer ligação entre as duas organizações (8.1).
Lembre-se o leitor de que "o lançamento da Fraternidade será deixado a cargo dos Conselheiros da Fundação Urântia. Estes agirão pessoalmente - extra-oficialmente - e não aparecerá registro de tal ação nos assuntos da Fundação Urântia. Eles assumirão total e completa responsabilidade pela organização e inauguração da Fraternidade Urântia" (10.5). A primeira ligação pública dos Conselheiros com a Fraternidade foi feita em carta de 1970: "A Fraternidade Urântia foi organizada pelos Conselheiros da Fundação Urântia, sob a direção e guia das autoridades planetárias governantes". Essa declaração estava cuidadosamente redigida de forma a cobrir a ligação Fraternidade-Fundação. A referida carta continuava: "Embora a Fundação Urântia e a Fraternidade Urântia trabalhem juntas, são duas organizações distintas e separadas, com diferentes responsabilidades, deveres e prerrogativas" (9.4).
Essas diferentes responsabilidades foram objeto do "Memorandum Interno de William S. Sadler Jr" em 1958, descrevendo como, em 1937, a Fundação e a Fraternidade começaram conceptualmente como uma organização. Como devia haver duas funções dissimilares, duas organizações separadas foram então concebidas. O memorandum de Bill enfatizava áreas de perigo potencial no relacionamento entre as duas organizações:
"Salvo se conduzida com sabedoria, a Fundação poderá gerar dissensão com a Fraternidade. Não há lugar na Fundação Urântia para ingenuidade ou qualquer exibição de direitos de proprietário em relação aos Documentos de Urântia:
1. A Fundação é um grupo autocrático. Seus cargos não são eletivos. Sua autoridade se baseia na dos falecidos comissários de contato, que eram um corpo autocrático, autocrático no sentido de que não devia qualquer satisfação a votantes. A velha comissão foi incumbida da responsabilidade pela guarda dos Documentos de Urântia. Seu corpo secundário, a Fundação, herdou a responsabilidade continuada pela integridade e disseminação do Livro de Urântia.
2. Embora a Fraternidade se tenha originado da Fundação, ela está crescentemente destinada a tornar-se uma instituição republicana. Está conformada para refletir os propósitos e desejos de seus membros. Tem todas as fortalezas e fraquezas de uma organização democrática. Mas a Fraternidade oferece aos seus membros algo mais que a Fundação jamais poderá oferecer, ou seja, o sentimento de participar e o sentimento de pertencer. Ela também oferece aos seus membros um sentimento de responsabilidade; no futuro distante, as decisões oficiais da Fraternidade refletirão a vontade, os propósitos e as intenções de seus membros.
3. Quando um corpo autocrático coopera funcionalmente com um corpo democrático, a fricção pode ser evitada entre as intenções e os propósitos somente se o corpo autocrático exibir sabedoria... O problema de evitar fricção com a Fraternidade permanece quase completamente sobre os ombros dos Conselheiros da Fundação Urântia".

"Sendo um corpo eletivo, a Fraternidade é vulnerável. Uma conspiração verdadeiramente inteligente poderia destruir a Fraternidade ou pelo menos desviar ou perverter sua missão. Tal vulnerabilidade é inerente a um corpo auto-governado.
"Idealmente, a Fundação deveria permanecer em segundo plano... Deveria aparecer pouco aos olhos do público. Para o público a Fraternidade é a organização importante. Na medida em que conseguirmos que a Fraternidade faça o trabalho do movimento Urântia, teremos tido êxito em manter-nos em reserva; assim procedendo, minimizaremos a fricção potencial" (2.3).
Aparando as Arestas entre a Fraternidade e a Fundação
Jamais acreditei, por um momento sequer, que uma "conspiração inteligente" perverteu a Fraternidade em sua missão. Entretanto, acredito sim que ela foi desviada em 1975 de seu papel primário de incentivar o "estudo sério e sistemático", o treinamento formal de professores e líderes e a disseminação do Livro de Urântia e seus ensinamentos. Assim ficou a porta aberta para que a Fraternidade se preocupasse com três áreas de atuação:
1. A interminável reavaliação de seus propósitos;
2. A sintonia fina de sua organização;
3. Os aspectos materiais do Livro, sua distribuição, atribuição de preço e concepção da capa. A ênfase mudou em meados dos anos '70, do estudo para a comercialização do Livro.

Este terceiro item invadiu o território da Fundação. Os Conselheiros aceitaram com reclamações os elementos da Fraternidade. Em retrospectiva, a Fundação deveria ter estabelecido comitês "ad hoc" sujeitos aos seus próprios parâmetros, em vez de trabalhar com comitês "ad hoc" da Fraternidade (8.2). A Fundação passou a rejeitar todos os elementos oferecidos pela Fraternidade sobre esses assuntos em 1987, usando seus direitos de licenciamento como argumento (9.6).
Finalmente, de 1950 a 1956 a Fundação permaneceu em segundo plano. O escritório da Fundação estava ainda localizado à 333 N. Michigan Avenue em Chicago, em vez de 533 Diversey, para onde se mudou mais tarde e permanece até hoje. Com o tempo as duas organizações pareceram fundir-se por meio de atividades compartilhadas: uso conjunto de pessoal (não havia suficientes funcionários qualificados para ocupar todas as posições); coleta de fundos em conjunto; convite a membros da Fraternidade para apoiarem em ações judiciais; apresentação de Conselheiros em reuniões patrocinadas pela Fraternidade; o acordo confirmatório de licenciamento de todos os aspectos das atividades da Fraternidade e o uso e exibição de marcas; e normas sobre direitos autorais detalhando como todo material citado deveria ser utilizado. Tudo isso criou a imagem de duas organizações inter-relacionadas.
O Documento conjunto da Fraternidade e da Fundação em 1983, "Declaração sobre Disseminação e Publicidade" foi um esforço da Fraternidade para formular uma política aceitável para a mais conservadora Fundação. Este foi bastante bem-sucedido, mas a Fraternidade deveria ter-se sentido livre para prosseguir com a disseminação de acordo com sua própria experiência e sabedoria. Mais tarde, o pedido da Fundação para que a Fraternidade eliminasse pessoal inaceitável para a Fundação, e o envolvimento da Fundação na revisão da emenda da Fraternidade para a remoção de conselheiros, avançou além dos limites de sua autoridade, e para o domínio do controle de proprietário. Por alguns anos os Conselheiros voltaram ao segundo plano e somente apareceram para elevar o preço do Livro ou para fechar canais de acesso ao Livro.
O assunto interno da renúncia simultânea de três Conselheiros, e a reação da Fraternidade na ocasião, resultaram na desautorização da Fraternidade. Sob nova administração a Fundação, em período relativamente curto, evoluiu para redimir-se com a publicação de traduções, uma versão em áudio, uma versão computadorizada edições em brochura, com equilibradas liquidações e descontos. Embora não tenham satisfeito a todos os seus críticos com respeito à coordenação de novos leitores, merecem elogios (8.2).
Disseminação do Livro de Urântia
O Dr. Sadler escreveu sobre a disseminação do Livro de Urântia:
"No momento da publicação do Livro de Urântia recebemos muitas sugestões a respeito dos métodos que deveríamos empregar no trabalho de distribuição. Essas instruções podem ser resumidas assim:
1. Estudar os métodos empregados por Jesus para introduzir seu trabalho sobre a Terra. Observar como ele trabalhou discretamente a princípio.
2. Fomos aconselhados a evitar quaisquer esforços para atingir reconhecimento prematuro e espetacular.

"Entretanto, uma coisa deveria ficar bem clara: nada deverá ser feito para estorvar os esforços enérgicos e entusiásticos de qualquer indivíduo para levar o Livro de Urântia a seus variados contatos e sua associações humanas" (1.1).
A julgar pela leitura de mensagens anteriores, o tempo para o Livro de Urântia está chegando. Qualquer esforço para artificialmente tornar mais lenta a divulgação ou para suprimir o Livro neste momento o faria perder seu ingresso oportuno na corrente evolucionária.
É uma falácia acreditar que quem controla o Livro controla o movimento. Em vez disso, quando os fiéis demonstrarem mais entusiasmo pelos assuntos acadêmicos e mais entusiasmo pela disseminação pessoal do Livro e de seus ensinamentos, haverá um grande aumento na venda de Livros. Quando mais professores e líderes forem treinados ou se treinarem, mais avançarão os grupos de estudo. Quando houver melhores grupos de estudo, eles atrairão e reterão mais estudantes; e mais estudantes comprarão mais Livros. Isso funcionou nos velhos tempos! (8.2).
Revisão de Fatos Claros e Incontroversos
1. Os Anjos das Igrejas, os Anjos do Progresso, a Comissão de Seres Intermediários e o Príncipe Planetário detêm a autoridade máxima sobre os assuntos do Livro de Urântia.
2. A cadeia de autoridade para a administração do Livro de Urântia foi inicialmente colocada nas mãos dos Comissários de Contato Humanos, pela Comissão Reveladora, e depois delegada aos Conselheiros da Fundação Urântia pelo Príncipe Planetário invisível. De acordo com sua Declaração de Responsabilidade, os Conselheiros assumiram a exclusiva responsabilidade de manter a integridade do texto e cuidar da publicação de todas as edições, inclusive traduções.
3. Supunha-se haver direitos autorais sobre o Livro de Urântia.
4. Os reveladores instruíram os Comissários de Contato a protegerem o nome "Urântia". Os Comissários de Contato passaram essa responsabilidade para a Fundação.
5. Os reveladores advertiram que deveria haver somente uma organização oficial "Urântia" de alcance social - democrática mas minimamente organizada - para ocupar o campo.
6. Embora os conselheiros tenham planejado e lançado a Fraternidade, os reveladores aconselharam que as duas organizações - a editora e a social - fossem organicamente desligadas uma da outra. Sob esse plano, cada uma delas desempenharia sua missão sem interferência ou responsabilidade da outra.

## Estrutura do livro
O Livro de Urântia possui 2097 páginas e divide-se em 4 partes, a saber:
- Prefácio - apresenta-se como guia para as palavras e conceitos religiosos e filosóficos presentes ao longo da obra.
- Parte I - O Universo Central e os Super-universos
- Parte II - O Universo Local
- Parte III - A História de Urântia
- Parte IV - A Vida e os Ensinamentos de Jesus

### Parte I
Consta de 31 documentos que descrevem a natureza da Divindade, a realidade do Paraíso e a organização astronômica-cosmológica e o funcionamento do universo central e dos super-universos, as personalidades do grande universo e o destino elevado dos mortais evolucionários. O Paraíso é descrito como o centro eterno do universo dos universos e a residência do Pai Universal, do Filho Eterno, do Espírito Infinito e dos seus associados e coordenados divinos. Descreve-se um universo de hierarquia organizada e povoado por um número quase infinito de seres. O conjunto da criação é descrito como incluindo milhões de planetas, evolucionários em todas as etapas de evolução geológica, biológica, intelectual, social e espiritual e esferas arquitetônicas – mundos feitos sob medida. Esses documentos foram promovidos, formulados e colocados em inglês por uma comissão constituída de 24 administradores de Orvônton, atuando por mandato dos Anciães dos Dias de Uversa, a capital do super-universo de Orvônton.

### Parte II
Consta de 25 documentos autorizados por Gabriel de Sálvington, que descrevem a evolução dos universos locais e o desenvolvimento progressivo das naturezas e capacidades físicas, intelectuais e espirituais das múltiplas criaturas que habitam as variadas ordens de esferas compreendidas em um universo local. Falam da fonte da matéria e da energia, do plano divino para a criação, o desenvolvimento e o governo dos universos locais, das constelações, dos Espíritos Ministrantes dos universos locais, das Hostes Seráficas, da rebelião de Lúcifer, dos problemas da rebelião, das esferas de Luz e Vida.

### Parte III
Consta de 63 documentos que foram promovidos por um Corpo de Personalidades do Universo Local, atuando por mandato de Gabriel de Sálvington, e tratam da origem de Urântia, o planeta Terra, que há 1 000 000 000 de anos atingiu aproximadamente o seu tamanho atual, em um universo local chamado Nébadon. Os documentos compreendem a história do desenvolvimento geológico da Terra, do estabelecimento da vida nele, do surgimento do homem, das civilizações, governos e instituições, dos níveis da realidade universal, da verdadeira natureza da religião, da outorga dos Ajustadores do Pensamento. O desenvolvimento da civilização, da cultura, do governo, da religião, da família e de outras instituições sociais é descrito a partir do ponto de vista dos observadores supra-humanos. A história é contada de tal maneira que os acontecimentos relacionados com a evolução religiosa humana ganham nova vida, estabelecendo as fundações sobre as quais um maior desenvolvimento espiritual, moral e cultural pode ocorrer. Descrevem o destino eterno do homem, os mundos que habitaremos imediatamente após a morte, ao sobreviver a alma por nossa escolha pessoal de fazer a vontade do Pai Universal.

### Parte IV
Os 77 documentos, com mais de 700 páginas, que ocupam um terço do Livro, foram promovidos por 12 intermediários de Urântia, atuando sob a supervisão de um diretor revelador Melquisedeque, o qual foi designado para essa tarefa por Gabriel de Sálvington. Nesses documentos relata-se a vida de Michael/Miguel de Nébadon como Jesus de Nazaré, toda a sua infância, adolescência e vida adulta. É o relato mais completo sobre Jesus até hoje escrito. Os três primeiros capítulos apresentam a preparação de Michael (Jesus) para descer a Urântia na semelhança da carne mortal, e o clímax do Livro de Urântia é atingido, nessa última parte, com preceitos da vida religiosa ideal do Mestre, que instrui e edifica todo um universo, e é a inspiração para todas as vidas em todos os mundos e para todas as gerações futuras. Essa parte do livro é vista como uma nova Revelação, uma nova face descrita de maneira tocante, de um Deus feito Homem, que em um exemplo de Amor, Fé e Serviço, sem dogmas, mostra à humanidade o caminho da evolução espiritual pessoal, o caminho do homem até Deus.

## A fonte
O Livro de Urântia é composto por 197 documentos, que se diz terem sido entregues entre 1928 e 1934 a um grupo de 70 pessoas, em Chicago, Illinois, Estados Unidos. Os autores que escreveram esses documentos têm seus nomes indicados no livro, junto com seus respectivos escritos. Os seres humanos aos quais os escritos foram entregues em mãos já faleceram e o modo pelo qual os escritos foram materializados ainda não foi plenamente explicado e dificilmente o será.

## Descrição das revelações
Há uma explicação nas mesmas páginas do Livro sobre sua origem e como os 197 documentos foram entregues aos seres humanos, que constituem a Quinta Revelação de Urantia. Diz o Livro de Urântia que a revelação foi entregue por um mandato emitido pelos Anciães dos Dias de Uversa e que foi redigida por numerosas personalidades supramortais. É chamada de "A Quinta Revelação de Época", pois houve outras quatro grandes revelações no planeta. São elas:
- Dalamátia - O livro descreve com pormenor a chegada e o estabelecimento de um Príncipe Planetário em Urântia. Nessa altura fundou-se a cidade de Dalamátia e suas escolas começaram a revelar ao mundo a verdade sobre o Pai Universal - O Deus Único. Foi a primeira revelação organizada da verdade, há cerca de 500 mil anos, e persistiu por mais de trezentos mil anos, até que foi subitamente interrompida pela secessão planetária e pela ruptura do regime de ensino.
- Adão e Eva - Adão e Eva chegaram ao nosso mundo há quase 38 mil anos, e se estabeleceram no Jardim do Éden. Os ensinamentos de Adão e Eva constituem a segunda revelação do Pai Universal às raças humanas. A interrupção do primeiro Éden deteve o curso da revelação adâmica, antes que ela tivesse começado plenamente.
- Melquisedeque de Salém - Maquiventa, um Filho da Ordem dos Melquisedeques, geralmente conhecidos como filhos emergenciais, que aceitou a missão de vir a esse mundo, pois a verdade revelada esteve ameaçada de extinção durante os milênios que se seguiram ao malogro da missão adâmica em Urântia. Maquiventa outorgou-se neste mundo no ano de 1973 a.C. durante o tempo de Abraão e foi conhecido como Melquisedeque, o sábio de Salém. Ele ensinou a doutrina de um único Deus, uma Divindade universal, um Criador celeste, um Pai divino, o Pai de todos, e a quem ele apresentou a Abraão como um Deus que podia aceitar o homem nos termos da simples fé pessoal.
- Jesus de Nazaré - O Filho Criador do nosso universo local nasceu em Belém no ano 7 a.C.. Viveu como um modelo para todos nós, dando o exemplo de vida, até chegar a sua hora de revelar ao mundo a grande verdade de que todos somos filhos de um único Pai, sem distinção de raça, cor, credo ou condição física ou social. Jesus apresentou a Urântia, pela quarta vez, o conceito de Deus como o Pai Universal, e esse ensinamento tem perdurado, em geral, desde então. Essa foi a quarta revelação da verdade em nosso mundo. Jesus é, agora, o Príncipe Planetário de Urântia.

## Crítica
O Livro é aparentemente uma extensão do sistema hebraico e das religiões abraâmicas, uma obra em partes imparcial, mas em sua totalidade parcial, a favor do cristianismo; embora a obra seja canônica e aparentemente ter sido revelada por entidades supra-humanas.